# Dermophthirius
A Dermophthirius a csáklyásférgek (Monogenea) osztályának a Monocotylidea rendjébe, ezen belül a Microbothriidae családjába tartozó nem.

## Tudnivalók
A Dermophthirius-fajok tengeri élősködők.

## Rendszerezésük
A nembe az alábbi 5 faj tartozik:
- Dermophthirius carcharhini MacCallum, 1926
- Dermophthirius maccallumi Watson & Thorson, 1976
- Dermophthirius melanopteri Cheung, Nigrelli Ruggieri & Crow, 1988
- Dermophthirius nigrelli Cheung & Ruggieri, 1983
- Dermophthirius penneri Benz, 1987